# João Pedro Neves Filipe
João Pedro Neves Filipe, meglio conosciuto come Jota (Lisbona, 30 marzo 1999), è un calciatore portoghese, attaccante del Celtic.

## Caratteristiche tecniche
Trova la sua collocazione ideale da ala sinistra, ruolo in cui può sfruttare la sua velocità e abilità nel dribbling.

## Carriera

### Club
Giovanili al Benfica e i primi prestiti
Nato a Lisbona, inizia la sua carriera nelle giovanili del Benfica nel 2007. Il 23 gennaio 2016 debutta nel Benfica B nella partita valida per la Ledman Liga Pro contro il Varzim. Il 18 ottobre debutta in prima squadra nel 3º turno della Taça de Portugal contro la Sertanense, partita conclusasi con la vittoria per 3-0 delle aquile. Il 1º febbraio del 2019 viene promosso in prima squadra e fa il suo debutto nel campionato portoghese il 24 febbraio nella partita contro il Chaves vinta per 4-0. Il 14 marzo successivo fa il suo debutto, partendo titolare, nelle coppe europee nella partita contro la Dinamo Zagabria valida per gli ottavi di finale dell'Europa League 2018-2019.
Il 5 ottobre 2020 viene ceduto in prestito al Real Valladolid, con cui scende in campo nel campionato spagnolo in 17 occasioni, andando in rete in una sola occasione.
Celtic
Il 31 agosto 2021 viene ceduto in prestito al Celtic. A fine prestito fa ritorno agli scozzesi, questa volta a titolo definitivo. Trova il luogo ideale dove esprimere il suo talento, in due stagioni totalizza 99 presenze con 33 goal e 28 assist in tutte le competizioni.
Al-Ittihad
Il 3 luglio 2023 viene acquistato dall'Al-Ittihad per 29 milioni di euro. In Arabia trascorre solamente una stagione, mettendo a segno 4 goal in 16 presenze.
Rennes
Il 30 agosto 2024 fa ritorno in Europa siglando un contratto triennale con il Rennes. Il 18 ottobre 2024 segna il suo primo goal nel pareggio per 1-1 contro il Rennes in Ligue 1. Dopo soli 6 mesi lascia la squadra francese dopo 9 presenze con 1 goal in campionato.
Ritorno al Celtic
Il 27 gennaio 2025 fa ritorno al Celtic per 10 milioni di euro, con cui firma un contratto quinquennale. Il 2 febbraio 2025 torna al goal con il club scozzese nella vittoria in trasferta contro il Motherwell per 1-3.

### Nazionale
Con la nazionale Under-19 portoghese ha vinto l'Europeo di categoria segnando due reti nella finale vinta 4-3 contro l'Italia.
Il 5 ottobre 2017 ha esordito con la nazionale Under-20 nella partita valida per l'Elite League U20 contro la Svizzera. A maggio del 2019 ha giocato il Mondiale di categoria, venendo eliminato al primo turno.
Il 7 settembre 2018 ha esordito con la nazionale Under-21 in occasione del match di qualificazione per gli Europei 2019.
Nell'ottobre del 2022, ha ricevuto la sua prima convocazione in nazionale maggiore, venendo incluso dal CT Fernando Santos nella lista dei pre-convocati per i Mondiali di calcio in Qatar.

## Statistiche
Statistiche aggiornate al 22 maggio 2025.
| Stagione         | Squadra          | Campionato       | Campionato | Campionato | Coppe nazionali | Coppe nazionali | Coppe nazionali | Coppe continentali | Coppe continentali | Coppe continentali | Altre coppe | Altre coppe | Altre coppe | Totale | Totale | Totale |
| Stagione         | Squadra          | Comp             | Pres       | Reti       | Comp            | Pres            | Reti            | Comp               | Pres               | Reti               | Comp        | Pres        | Reti        | Pres   | Reti   |        |
| ---------------- | ---------------- | ---------------- | ---------- | ---------- | --------------- | --------------- | --------------- | ------------------ | ------------------ | ------------------ | ----------- | ----------- | ----------- | ------ | ------ | ------ |
| 2015-2016        | Benfica B        | LdH              | 13         | 1          | -               | -               | -               | -                  | -                  | -                  | -           | -           | -           | 13     | 1      |        |
| 2016-2017        | Benfica B        | LdH              | 13         | 0          | -               | -               | -               | -                  | -                  | -                  | -           | -           | -           | 13     | 0      |        |
| 2017-2018        | Benfica B        | LdH              | 20         | 8          | -               | -               | -               | -                  | -                  | -                  | -           | -           | -           | 20     | 8      |        |
| Totale Benfica B | Totale Benfica B | Totale Benfica B | 46         | 9          |                 | 0               | 0               |                    | 0                  | 0                  |             | 0           | 0           | 46     | 9      |        |
| 2018-2019        | Benfica          | PL               | 4          | 0          | CP+CdL          | 0+0             | 0+0             | UEL                | 1                  | 0                  | -           | -           | -           | 5      | 0      |        |
| 2019-2020        | Benfica          | PL               | 19         | 0          | CP+CdL          | 2+3             | 0+2             | UCL+UEL            | 2+1                | 0+0                | SP          | 1           | 0           | 28     | 2      |        |
| Totale Benfica   | Totale Benfica   | Totale Benfica   | 23         | 0          |                 | 5               | 2               |                    | 4                  | 0                  |             | 1           | 0           | 33     | 2      |        |
| 2020-2021        | Real Valladolid  | PD               | 17         | 1          | CR              | 1               | 1               | -                  | -                  | -                  | -           | -           | -           | 18     | 2      |        |
| 2021-2022        | Celtic           | SP               | 29         | 10         | SC+CdL          | 3+2             | 0+1             | UEL+UECL           | 5+1                | 2+0                | -           | -           | -           | 40     | 13     |        |
| 2022-2023        | Celtic           | SP               | 33         | 11         | SC+CdL          | 4+2             | 2+0             | UCL                | 4                  | 2                  | -           | -           | -           | 43     | 15     |        |
| 2023-2024        | Al-Ittihad       | SPL              | 16         | 4          | KC              | 1               | 0               | ACL                | 4                  | 1                  | CdC+Cmc+SS  | 4+2+2       | 0+0         | 29     | 5      |        |
| 2024-gen. 2025   | Rennes           | L1               | 9          | 1          | CF              | 1               | 0               | -                  | -                  | -                  | -           | -           | -           | 10     | 1      |        |
| gen.-giu. 2025   | Celtic           | SP               | 11         | 4          | SC+CdL          | 3+0             | 1+0             | UCL                | 2                  | 0                  | -           | -           | -           | 16     | 5      |        |
| Totale Celtic    | Totale Celtic    | Totale Celtic    | 73         | 25         |                 | 14              | 4               |                    | 12                 | 4                  |             | 0           | 0           | 99     | 33     |        |
| Totale carriera  | Totale carriera  | Totale carriera  | 184        | 40         |                 | 25              | 8               |                    | 17                 | 4                  |             | 9           | 0           | 235    | 52     |        |

## Palmarès
- Campionato portoghese: 1

Benfica: 2018-2019
- Supercoppa di Portogallo: 1

Benfica: 2019
- Campionato scozzese: 3

Celtic: 2021-2022, 2022-2023, 2024-2025
- Coppa di Scozia: 1

Celtic: 2022-2023
- Coppa di Lega scozzese: 2

Celtic: 2021-2022, 2022-2023